# Gustave Wuyts
Gustave Marius L. Wuyts (27 febbraio 1903 – 13 gennaio 1979) è stato un tiratore di fune e pesista belga.

## Biografia
Ha partecipato ai giochi olimpici di Anversa del 1920, dove ha vinto la medaglia di bronzo nel tiro alla fune con la squadra belga, vincendo nella finale per il terzo posto contro la squadra statunitense.
Ha partecipato anche alla gara di atletica del getto del peso.

## Palmarès
In carriera ha conseguito i seguenti risultati:
- Giochi olimpici

Anversa 1920: bronzo nel tiro alla fune.